# 唱道真言
《唱道真言》是一部清代的道家丹道养生著作。据书中记载，该书是由青华老人所传，鹤臞子所辑录。《唱道真言》是在修习内丹的书籍中煉心方面的名著，讲述了煉心、煉丹与煉形之道。其中的方法以静修为主，强调“先要人见了长生不死之性，而后修长生不死之命，此之谓性命双修者也”。